# Zakerana sauriceps
Espèce
Synonymes
- Rana sauriceps Rao, 1937
- Fejervarya sauriceps (Rao, 1937)

Statut de conservation UICN

 DD  : Données insuffisantes
Zakerana sauriceps est une espèce d'amphibiens de la famille des Dicroglossidae.

## Répartition
Cette espèce est endémique du Karnataka en Inde. Elle se rencontre à environ 400 m d'altitude dans les Ghâts occidentaux.

## Taxinomie
La validité de ce taxon n'est pas certaine.

## Publication originale
- Rao, 1937 : On some new forms of Batrachia from south India. Proceedings of the Indian Academy of Sciences, sér. B, vol. 6, p. 387-427.